# Batalla del Caico
La batalla del Caico fue un enfrentamiento armado ocurrido en el año 241 a. C. entre los ejércitos pergameneos de Atalo I y los gálatas en las inmediaciones del nacimiento del río Caico. El resultado fue una victoria decisiva pergamenea.

## Antecedentes
En el siglo III a. C. se produjo una gran migración de galos con dirección hacia Oriente, que tras recorrer toda Grecia llegó a Asia Menor, donde se enriquecieron a costa de los pueblos allí asentados, entre ellos el reino de Pérgamo, cuyo rey Eumenes I había accedido a pagar aquel tributo a cambio de proteger su reino del ataque de los bárbaros.
Esta situación cambió con la llegada al trono de Atalo I en el 241 a. C., que se negó a seguir pagando aquel chantaje que había aceptado su antecesor (del que se cree que Atalo era primo segundo o sobrino nieto), siendo el primer gobernante en atreverse a hacerlo. Lo que siguió entonces fue una movilización de ejércitos por parte de pergameneos y gálatas, con lo que quedó declarada la guerra entre ambos contendientes.

## La batalla
Existen pocas referencias acerca del comienzo y desarrollo de la batalla, de la que únicamente conocemos que el encuentro se saldó con una decisiva victoria por parte de las tropas de Atalo I.

## Consecuencias
Tras la gran victoria, Atalo I adoptó el sobrenombre Sóter (griego: Salvador) y recibió oficialmente el título de rey. La victoria concedió a Atalo una fama legendaria. Surgió una historia, rescatada por Pausanias que en tiempos pretéritos había predicho lo sucedido:

Tras haber cruzado el estrecho del Helesponto,
El devastador anfitrión galo, avanzó sin control
Causó estragos en Asia, y les hizo mucho mal
A los que habitan a la orilla del mar
Por un corto tiempo. Pero pronto, el hijo de Cronos
Deberá elevar un salvador, el querido hijo de un toro criado por Zeus
¿Quién de todos los galos señalará el día de la destrucción?

Según el mismo autor, el «hijo de toro», el «de cuernos de toro», se refiere a Atalo, ya que el rey de Pérgamo tenía una complexión bovina según él. En conmemoración de la victoria se erigió en la acrópolis de Pérgamo un monumento que incluía las famosas esculturas llamadas Gálata moribundo o Gálata Ludovisi.
En cuanto a los gálatas, tras la derrota siguieron constituyendo una seria amenaza para los estados de Asia Menor, incluso tras su derrota por Cneo Manlio Vulsón en la llamada Guerra Gálata. A partir de entonces y hasta la anexión por Roma fueron prácticamente ignorados, ya que no poseían acceso al mar.